# Wikipedia w języku czeczeńskim
Czeczeńska Wikipedia (czecz. Нохчийн Википеди) – edycja Wikipedii w języku czeczeńskim założona 28 lutego 2005 roku. Na chwilę obecną Czeczeńska Wikipedia liczy 601 520 artykułów. Czeczeńska Wikipedia przez dłuższy czas rozwijała się wolno. Wzrost aktywności nastąpił w 2013 roku.